# Ámon (keresztnév)
Az Ámon egyiptomi eredetű férfinév, Ámon isten nevéből, jelentése: rejtett, elrejtőzött.

## Gyakorisága
Az 1990-es években szórványosan fordult elő, a 2000-es években nem szerepel a 100 leggyakoribb férfinév között.
A teljes népességre vonatkozóan a 2000-es években az Ámon nem szerepelt a 100 leggyakrabban viselt férfinév között.

## Névnapok
- január 14.[2]
- október 4.[2]